# 刺客守則
《刺客守則》，是日本小說家天城京的所創作的輕小說作品，插圖由繪畫。漫畫主筆為繪畫負責，漫畫出版社為集英社，本小說作品為第28屆Fantasia大賞「大賞」得獎作。
在2018年10月的Fantasia文庫大感謝祭中，宣布了本作將要動畫化的訊息。

## 故事簡介
「讓對方在不曉得何謂絕望的狀況下往生，正是刺客的慈悲。」
梅莉達．安傑爾雖然身為貴族，且就讀於培育能力者的學校，
卻是個不具備瑪那能力的少女。
庫法．梵皮爾被派來擔任她的家庭教師，
但他同時也肩負「倘若確認梅莉達沒有才能，就暗殺她」的任務——
「要不要試著把生命託付給我？」
並非以刺客或單純的教師身分，而是賭上暗殺教師的驕傲，向世界展現少女的價值！

## 登場人物

### 主要角色
聲優為廣播劇版／動畫版。只有一個的情況下為動畫版。
庫法·梵皮爾（聲：小野大輔（廣播劇第一回）→梅原裕一郎（廣播劇第二回）／小野友樹）
本作的主角。隸屬「白夜騎兵團」的暗殺者，位階為「武士」的瑪那能力者。有著和母親都是從夜界逃亡至弗蘭德爾的過去，母親逝世後被白夜騎兵團撿回並被培養成暗殺者。
蘿賽蒂的義兄，普利凱特公爵的義子，故事開始時以「庫法·梵皮爾」的假名成為梅莉達家庭教師的17歲少年，真實目的是確認梅莉達若真的沒有使用瑪那的才能就將其暗殺，但在看到對方不懈的努力後違背命令，繼續培育梅莉達。
表面上是個頗有紳士風度、作為公爵家侍從的男性，實際上是個善於偽裝、本性惡劣的青年。教育風格非常嚴格。
實為藍坎斯洛普最強種族「吸血鬼」和人類的混血，是吸血鬼領主「冰之王」，能夠變身成吸血鬼的型態同時能力值大幅上升。兒時為了拯救瀕死的蘿賽蒂而把她變成了吸血鬼的眷屬，封印其記憶使蘿賽蒂能夠在不知情的情況下安心生活，暗中觀察著蘿賽蒂。
第五卷因與白夜騎士團的契約，在蘿賽蒂恢復記憶後馬上將其封印。
梅莉達·安傑爾（聲：夏川椎菜／楠木灯）
女主角。故事剛開始時13歲。
三大公爵家的「聖騎士」家出身，位階為「武士」的瑪那能力者，庫法認為擁有「騎士公爵」的位階，就讀「聖弗立戴斯威德女子學院」，愛麗絲的堂姊。
起初無法使用瑪那的能力而被他人輕蔑為「無能才女」，因此被懷疑是其母外遇所生的孩子而被流放到家族的別墅和最低限量的女僕們住在一起。縱使如此也未灰心喪志，仍十分努力接受各種修行。
是個堅強率直的少女，即使備受周圍的人輕蔑也要為了守護母親的名譽而戰的姿態感動了庫法，在庫法對她使用白夜騎兵團的秘藥後擁有了「武士」的位階。
月光女神選拔中獲得第一和第二場選拔的勝利，從剛開始只有六票到最後吸引許多支持者，最終仍以懸殊差距落選。
畢布利亞哥德圖書館員E級。
愛麗絲·安傑爾（聲：石川由依）
梅莉達的堂妹，位階為「聖騎士」的瑪那能力者。就讀「聖弗立戴斯威德女子學院」
常因為面無表情兼沉默寡言的緣故而容易被人誤會，實則是個性膽小又喜歡向親密的人撒嬌的孩子。非常的喜歡梅莉達，兩人的關係已超過一般姊妹的程度，常被周圍的人合稱為「安傑爾姊妹」。
實力位居聖弗立戴斯威德女子學院的首席。
畢布利亞哥德圖書館員E級。
蘿賽蒂·普利凱特（聲：藪內滿里奈）
庫法的義妹，隸屬精銳部隊「聖都親衛隊」的菁英，位階為「舞巫女」的瑪那能力者。
本來是居住在下層區的平民，因為某日突然覺醒了瑪那而一躍成為貴族，但也因為出身的緣故被貴族學生排擠，導致在就學期間始終沒能和他人合作組隊，卻也因此創下以一人之力闖過全校選拔戰的強悍戰績。
因為沒和人合作過而在部隊期間犯下誤傷隊友的失誤，現在暫時離開部隊擔任愛麗絲的家庭教師。
返鄉時為了躲避相親對外謊稱與庫法交往，而且每天都會接吻一百次，以「達令」稱呼庫法。
小時候在下層區時曾與庫法居住在一起，因為某起事件造成她身受重傷，庫法不得不將她變成自己的眷屬，因此瑪那顏色與庫法相同皆為蒼藍色，平民出身卻擁有瑪那的原因也是如此。
第五卷被庫法封印的記憶曾被一度打開，後被馬上封印回去。
涅爾娃·馬爾堤呂（聲：佐倉綾音）
聖弗立戴斯威德女子學院一年級生。本是霸凌梅莉達的主謀，後來雙方和解成為了朋友。
位階：鬥士
繆爾·拉·摩爾（聲：內田真禮）
為拉·摩爾公爵家千金，位階為「魔騎士」的瑪那能力者。就讀「聖德特立修女子學院」
有著成熟且神祕的氣質，個性喜歡惡作劇，嗜好是讀書，有著豐富的知識。為莎拉夏的朋友。
畢布利亞哥德圖書館員E級。
莎拉夏·席克薩爾（聲：和氣杏未）
為席爾薩爾公爵家的千金，位階為「龍騎士」的瑪那能力者。就讀「聖德特立修女子學院」
為繆爾的朋友。個性較膽小，不積極，但關鍵時刻卻相當強大。
非常仰慕兄長賽爾裘而願意為他的革新派活動出力，但也因為無法理解兄長的想法而暗中擔心著。
畢布利亞哥德圖書館員E級。

### 聖弗立戴斯威德女子學院
神華·茲維托克（聲：瀨戶麻沙美）
上屆的月光女神，在這次的月光女神爭霸戰中，為梅莉達的搭檔。
位階:劍士
克莉絲塔·香頌
聖弗立戴斯威德的學生會長，是一位傲嬌屬性的人。對於偷換彩繪玻璃事件的候選人更動有異議，討厭梅莉達與愛麗絲，但事件結束後對於梅莉達與愛麗絲改觀。
位階:劍士
夏洛特·布拉曼傑
聖弗立戴斯威德的學院長，視學生如家人，校園如同家的人。
位階:魔術師

### 聖德特立修女子學院
妮裘·托爾門塔
聖德特立修的總室長。
琪拉·艾斯帕達（聲：安野希世乃）
聖德特立修的學生，在月光女神爭霸戰中，在四位候選人中(梅莉達/愛麗絲/莎拉夏/琪拉)獲得月光女神的稱號，素有(王子)的稱號。

### 黎明戲兵團
威廉·金（聲：鈴木達央）
「屍人鬼」的人造藍坎斯洛普。全身都包著繃帶的青年。
擁有能自由操控身上的繃帶和用繃帶將目標纏住就能封鎖其瑪那能力的阿尼瑪，其繃帶有著非常高的防禦性能，即使是庫法全力施為的黑刀斬擊也很難將其砍斷。曾經是一名不能用瑪那能力的某貴族嫡長子。
庫洛德爾
『三爪惡魔』
亞特摩斯
『三爪惡魔』
菈凱爾蒂
『三爪惡魔』所屬于黎明戲兵團的人造藍坎斯洛普「花妖愛娜溫（Alraune）」

### 白夜騎兵團
上司 （聲：森川智之）
白夜騎兵團的團長。曾因為下層居住區的某起事件導致腳部受傷，因此常持著拐杖協助行動。
收養了許多孤兒來培養成為其麾下的特務，庫法與馬迪雅也是其中的一份子。
布拉克·馬迪雅（聲：德井青空）
白夜騎兵團專職變裝潛入的人員。在黑色兜帽的遮掩與只用黑色筆記和同僚溝通的模樣下，是個身材嬌小的少女。
雖然只是劣化模仿其他七個基本位階的「小丑」的瑪那能力者，但透過長時間的修行能完美的將其他位階的技能與武器操控自如，甚至達到了與本尊相當或超越的程度，也是全弗蘭德爾最強的小丑。同時也擅長變裝，不管對方的性別與年齡外貌為何都能變成對方的模樣。
奉上司的命令，潛入聖弗立戴斯威德女子學院擔任教師調查庫法在任務過程中隱藏的事實。

### 三大騎士公爵家
賽爾裘·席克薩爾
席克薩爾騎士公爵家的現任家主，莎拉夏的哥哥。
在平民階層中有著極高的人氣，也是革新派的首領，但實則是個心思深邃、令人無法猜透內心想法的人。
位階：龍騎士
吉普森·巴雷
分家席克薩爾的管家，為強硬派，為了阻止賽爾裘·席克薩爾加冕，而率領黑蝙蝠集團綁架巡禮列車的乘客，要求莎拉夏將四大聖石將其破壞
菲爾古斯·安傑爾（聲：菅生隆之）
梅莉達·安傑爾的父親，安傑爾騎士公爵家的家主。聖都親衛團的團長，有著人類之中最高防禦能力的瑪那能力者的評價。似乎知道梅莉達·安傑爾為什麼會沒有瑪那能力的原因

### 其他
奧賽蘿
為分家安傑爾愛麗絲宅邸的女仆長。看不起梅莉達·安傑爾，對於本家安傑爾與分家安傑爾有強烈的交惡感。是一名貴族至上主義者。
艾咪（聲:茅野愛衣）
為本家安傑爾梅莉達宅邸的女仆長。非常關心梅莉達·安傑爾。
畢裘•尼茲
「聖都親衛隊」的隊員，對於比自己弱小的人類嗤之以鼻，在小說第三卷冒充為梅莉達·安傑爾的真正父親，事件結束後被他人謀殺。
賽瑪斯

威爾迪

德比
為劇團的團長，為劇作家。為了寫出好的劇本，會不顧一切上去前線要求人做符合劇情要求的人

## 名詞
提燈中的世界（弗蘭德爾）
人類最後的居住地、都市國家。本作故事的主要舞台。
坎貝爾
構成弗蘭德爾的基本設施單位，直徑最大為五公里，每一個為一個街區。
太陽之血
弗蘭德爾近郊所蘊藏的液體燃料礦脈，在氣化而燃燒化為火焰的同時會放出強力且神聖的光芒，是維持人類不受被詛咒的黑夜侵犯的最後防線。
瑪那
貴族階級的人類能使用的力量，發動時身上會呈現出有著神聖光輝的火焰，並賦予強大攻防能力的異能。
只要能使用瑪那，即使本來是平民也可以成為貴族，並擔負起在必要時起身對抗藍坎斯洛普的責任。
貴族之中除了三大公爵家外，其餘貴族都是靠武勳評定能否成為家主的可能。
瑪那能力者
能使用瑪那力量的人的通稱，依照能力特性被分為十一個位階。
下級位階
武士
借由高敏捷性與「隱密」這項能力，從死角葬送敵人的暗殺位階。根據瑪那的收縮，也可能多少應用在中距離戰上。另一方面，因爲不能期待防禦性能，與鬥士位階相反，可說是在戰場背面才能發揮其真正價值的位階吧。
資質（攻擊：B　防禦：C　敏捷：A　特殊：中距離攻擊C　攻擊支援：C　防禦支援：—）
如：庫法，梅莉達
舞巫女
以擅長將瑪那本身具體化來戰鬥的位階。從中距離開始的多彩多姿戰鬥方式，看起來也十分絢麗，替戰場增添色彩。透過專用能力「神樂」，只要專心于舞蹈上，也能將支援能力提升到B等級
資質（攻擊：C　防禦：C　敏捷：B　特殊：中距離攻擊A　攻擊支援：C（B)　防禦支援：C（B)）
如：蘿賽蒂
鬥士
以出類拔萃的攻擊性能和防禦性能壓制敵人的位階。只有鬥士才能使用單槍匹馬沖入敵人陣營的豪爽戰法。另一方面，鬥士不具備任何支援能力，且具備會將同班的支援效果減半這種棘手的特質，因此運用時應多加留意
資質（攻擊：A　防禦：A　敏捷：C　特殊：—　攻擊支援：—　防禦支援：—）
如：涅爾娃
神官
後衛位階，具有防衛支援能力與將自身瑪那分給同伴的「慈愛」能力。
資質(攻擊：d 防禦：d 敏捷：d 特殊：- 攻擊支援：- 防禦支援：a)
如：緹契卡
魔術師
以強力的攻擊支援輔助同伴的後衛位階。專門技能(咒術)具備拉低對象能力值的可怕效果
資質(攻擊：D 防禦：D 敏捷：D 特殊：遠距離攻擊：B 攻擊支援：A 防禦支援：—)
如：夏洛特
劍士
以強大的防禦性能與支援能力為傲的盾牌位階。專用技能(牢固)可以在自己周圍製造出阻擋敵人舉動的領域
資質(攻擊：C 防禦：A 敏捷：B 特殊：— 攻擊支援：— 防禦支援：B)
如：神華，克里斯塔
槍手
特別強化遠距離戰的位階，將瑪那灌注各種槍械進行戰鬥。
資質(攻擊：C 防禦：C 敏捷：C 特殊：遠距離攻擊：A 攻擊支援：B 防禦支援：—)
如：芙莉希亞
小丑
特殊位階，能模仿其他七個位階的能力，但一般能力比其他位階要低。理論上想要達到其他正規位階的程度需要長期的修練，若是想掌握複數位階的能力則需要有兩三倍以上的壽命才有可能。
資質〔攻擊：B　防禦：B　敏捷：B　特殊：中／遠距離攻擊：C　攻擊支援：C　防禦支援：C〕
如：布拉克
上級位階
只有三大公爵家的人才擁有的位階，能力比其他八個位階還要強大。上位位階具有不可替代的特性，若是與下位位階或沒有瑪那的平民結婚的話，其後代一定都是上位位階。
聖騎士
由安傑爾公爵家代代相傳的萬能型位階，戰鬥力與支援同伴的能力都屬於高水準，具有所有位階中唯一的恢復能力「祝福」。
資質（攻擊：A　防禦：S　敏捷：A　特殊：—　攻擊支援：B　防禦支援：S）
如：愛麗絲
龍騎士
由席克薩爾公爵家代代相傳、具有「飛翔」能力的位階。
活用驚人的跳躍力和滯空能力，將慣性盡數化為攻擊力。
資質(攻擊：A 防禦：B 敏捷：S 特殊：對地攻擊：S 攻擊支援：A 防禦支援：—)
如：莎拉夏，賽爾裘
魔騎士
由拉·摩爾公爵家代代相傳，具有「災厄」能力的殲滅型位階。
有著能吸收對方瑪那的固有能力，正面對戰所向無敵。
資質(攻擊：S 防禦：A 敏捷：B 特殊：災厄 攻擊支援：— 防禦支援：—)
如：繆爾
藍坎斯洛普
受到夜晚黑暗詛咒的生物化為怪物的模樣，分為許多種族，擁有與瑪那相對、被稱為「咒力」的異能。
只有太陽之血和瑪那能力者的攻擊才能對其生效，除此之外的一切攻擊都能無視。

吸血鬼
藍坎斯洛普最強的種族。擁有連被砍斷的手腳都能接回的超高治癒能力，並可以把被吸血的對象轉化成自身的眷屬。
如：庫法
屍人鬼
如：威廉·金
南瓜頭
有著南瓜頭顱的藍坎斯洛普。雖然也擁有異能，但智能很低，甚至能被人類使喚。
花妖愛娜溫
利用大量的培養種子，可將個體以種子分散，而HP隨著生長的個體，若分散三個個體則HP為三倍
如：菈凱爾蒂
大蜘蛛
蛇尾雞
高階的藍坎斯洛普。寄生在太陽之血的礦脈，吃寶石維生的魔物。肚子裏儲蓄著吞過的寶石，讓身體表面變質成媲美鑽石的硬度。
紅黑色眼球發出的光芒具有麻痹對象的力量。甚至能強制停止心跳和呼吸，擁有一擊必殺的異能【咒力】，與高HP。
月光女神選拔戰
為聖德特立修與聖弗立戴斯威德兩所學校的慶典，兩校將各推舉兩位參選者參加月光女神選拔賽，共有三道關卡，三大關卡結束後，以得票率高者為月光女神。為小說第二卷的主要情境
玻璃寵物
女武神
(HP　750 攻擊力　500　防禦力　150　敏捷力　500)
特性：宮殿的守護者／玻璃的記憶
守護葛拉斯蒙德宮正門的最強玻璃寵物。兩只女武神本身各自是正門左右兩扇門的「鑰匙」，沒有她們的允許，無論是誰都無法進入或離開宮殿。她們的能力值足以匹敵騎士團一線級的戰士們，但她們的活動範圍僅限于正門附近。無法轉做其他用途，例如防衛藍坎斯洛普的攻擊等等。
賽蓮
(HP　30 攻擊力　305　防禦力　5　敏捷力　1)
特性：水晶海的女王／玻璃的記憶
君臨葛拉斯蒙德宮的屋頂遊泳池，有著水精靈外貌的玻璃寵物。擁有隨興操縱水流的能力，是一個心情捉摸不定的玻璃寵物
多佩爾
不具備任何自律功能，以能力者的瑪那爲原動力啓動，較爲獨特的玻璃寵物，就是多佩爾。他們分成三種「型」，並設定有行動單純的攻擊、防禦模式，讓他們彼此競爭的話，會形成三者互相牽制的關系。
「獵人」
(HP　1 攻擊力　20　防禦力　10　敏捷力　50)
擁有輕便的匕首，能夠比「盜賊」搶先攻擊。
「盜賊」
(HP　1  攻擊力　55　防禦力　10　敏捷力　20)
擁有堅固的斧頭，能夠貫穿「冒險家」的盾牌。
「冒險家」
(HP　1 攻擊力　20　防禦力　50　敏捷力　10)
擁有巨大的盾牌，能夠徹底擋住「獵人」的匕首。
畢布利亞哥德圖書館員檢定考試
為拉·摩爾公爵家與席爾薩爾公爵家共同管理的圖書館，裡面存放許多魔法書與珍藏的研究報告，甚至連一般的廣告跟菜單都在其中，裡面大部分的魔導書在沒有經過畢布利亞哥德圖書館員檢定考試通過前會讀不懂裡面書籍中的內容，共分為六等考試由A~F分級。為小說第三卷的主要情境
春天號【Primavera】
為席克薩爾家所發明的飛空艇，利用氣球的原理飄浮在空中，能量推進利用太陽之血練成的結晶(仙馔密酒)做成永動機前進。在小說第四卷中出現
機械劍
目前可將瑪那纏繞的武器切斷的非瑪那使用刀，利用『太陽之血』的液體燃料壓縮到極限的結晶(仙馔密酒)驅動能量，在小說第四卷中出現
但是有三大缺點：1.裝備的耐久性，2.會過度跟水産生反應，散發出極爲誇張的高熱，3.會消耗數量龐大的太陽之血
四聖石，一聖劍
席克薩爾家掌權者登基儀式所需要的物品
四聖石：『深淵缟瑪瑙』、『悠久綠寶石』、『不滅紅寶石』、『崇高藍寶石』

## 出版書籍

### 輕小說
| 集數   | KADOKAWA       | KADOKAWA       | KADOKAWA               | 台灣角川             | 台灣角川                                         | 台灣角川                                                         |
| 集數   | 副標題         | 發售日期       | ISBN                   | 中文副標題           | 發售日期                                         | EAN/ISBN                                                         |
| ------ | -------------- | -------------- | ---------------------- | -------------------- | ------------------------------------------------ | ---------------------------------------------------------------- |
| 1      |                | 2016年1月20日  | ISBN 978-4-04-070817-1 | 暗殺教師與無能才女   | 2016年12月23日                                   | ISBN 978-986-473-438-2                                           |
| 2      |                | 2016年4月20日  | ISBN 978-4-04-070818-8 | 暗殺教師與女王選拔戰 | 2017年5月18日                                    | ISBN 978-986-473-673-7                                           |
| 3      |                | 2016年7月20日  | ISBN 978-4-04-070972-7 | 暗殺教師與命運法庭   | 2017年12月21日（特裝版） 2019年1月11日（一般版） | EAN 471-296-107-841-2（特裝版） ISBN 978-957-853-131-4（一般版） |
| 4      |                | 2016年11月19日 | ISBN 978-4-04-070973-4 | 暗殺教師與櫻亂鐵路   | 2018年5月14日                                    | ISBN 978-957-564-196-2                                           |
| 5      |                | 2017年2月18日  | ISBN 978-4-04-072227-6 | 暗殺教師與深淵饗宴   | 2018年9月20日                                    | ISBN 978-957-564-419-2                                           |
| 6      |                | 2017年6月20日  | ISBN 978-4-04-072230-6 | 暗殺教師與夜界航路   | 2019年2月26日                                    | ISBN 978-957-564-751-3                                           |
| 7      |                | 2017年10月20日 | ISBN 978-4-04-072484-3 | 暗殺教師與業火劍舞祭 | 2019年7月22日                                    | ISBN 978-957-743-085-4                                           |
| 短篇集 | Secret Garden  | 2018年2月20日  | ISBN 978-4-04-072651-9 | 不適用               | 不適用                                           | 不適用                                                           |
| 8      |                | 2018年8月18日  | ISBN 978-4-04-072485-0 | 暗殺教師與幻月革命   | 2019年10月3日                                    | EAN 471-351-013-429-0（特裝版） ISBN 978-957-743-267-4（一般版） |
| 9      |                | 2019年1月19日  | ISBN 978-4-04-073003-5 | 暗殺教師與真陽加冕   | 2020年3月25日                                    | ISBN 978-957-743-623-8                                           |
| 10     |                | 2019年6月20日  | ISBN 978-4-04-073223-7 | 暗殺教師與水鏡雙姬   | 2020年7月30日                                    | ISBN 978-957-743-877-5                                           |
| 11     |                | 2019年10月19日 | ISBN 978-4-04-073224-4 |                      |                                                  |                                                                  |
| 短篇集 | Secret Garden2 | 2019年12月20日 | ISBN 978-4-04-073225-1 |                      |                                                  |                                                                  |
| 12     |                | 2020年6月19日  | ISBN 978-4-04-073747-8 |                      |                                                  |                                                                  |
| 13     |                | 2021年3月19日  | ISBN 978-4-04-073748-5 |                      |                                                  |                                                                  |

### 漫畫
由負責漫畫繪製，在Ultra Jump的2017年6月號開始連載。
| 集數 | 集英社         | 集英社                 | 長鴻出版社    | 長鴻出版社             |
| 集數 | 發售日期       | ISBN                   | 發售日期      | ISBN                   |
| ---- | -------------- | ---------------------- | ------------- | ---------------------- |
| 1    | 2017年10月19日 | ISBN 978-4-08-890776-5 | 2021年1月29日 | ISBN 978-986-504-684-2 |
| 2    | 2018年4月19日  | ISBN 978-4-08-891003-1 | 2021年1月29日 | ISBN 978-986-504-685-9 |
| 3    | 2018年11月19日 | ISBN 978-4-08-891130-4 | 2021年2月26日 | ISBN 978-986-504-732-0 |
| 4    | 2019年6月19日  | ISBN 978-4-08-891260-8 | 2021年2月26日 | ISBN 978-986-504-733-7 |
| 5    | 2019年11月19日 | ISBN 978-4-08-891435-0 | 2021年4月6日  | ISBN 978-986-504-763-4 |
| 6    | 2020年5月19日  | ISBN 978-4-08-891591-3 | 2021年7月23日 | ISBN 978-626-005-705-3 |
| 7    | 2021年1月19日  | ISBN 978-4-08-891761-0 | 2021年8月27日 | ISBN 978-626-005-824-1 |
| 8    | 2021年7月16日  | ISBN 978-4-08-892037-5 | 2022年1月14日 | ISBN 978-626-006-267-5 |
| 9    | 2022年2月23日  | ISBN 978-4-08-892226-3 |               |                        |

## 電視動畫

### 製作人員
- 原作：天城
- 插圖、人物原案：
- 監督：相浦和也
- 系列構成：赤尾凸
- 人物設定、總作畫監督：吉川真帆
- 副人物設定、總作畫監督：齊藤佳子
- 美術監督：松本實希子
- 色彩設計：小山知子
- 攝影監督：宮坂凌平
- CG監督：柴田涉
- 編輯：瀧川三智
- 音響監督：本山哲
- 音響制作：HALF H・P STUDIO
- 動畫制作：EMT Squared
- 製作：刺客守則製作委員會

### 主題曲
片頭曲「Share the light」
作詞：只野菜摘，作曲、編曲：田中秀和，主唱：Run Girls, Run!
片尾曲「異人たちの時間」
作詞：只野菜摘，作曲、編曲：高橋邦幸（MONACA），主唱：梅莉達·安傑爾（楠木燈）

### 各話列表
| 话数 | 标题                   | 剧本     | 分镜              | 演出              | 作画监督 | 總作畫監督        |
| ---- | ---------------------- | -------- | ----------------- | ----------------- | --- | ----------------- |
| #1   | 暗殺者的慈悲           | 赤尾凸   | 相浦和也          | 相浦和也          | 吉川真帆 齊藤佳子 白川茉莉 服部益實 高岡希一 服部憲知 相浦和也                                                                                         | 吉川真帆          |
| #2   | 少女的世界改變之時     | 福田裕子 | 西島克彥          | 川西泰二          | 石動仁 神田岳 後藤潤二 齊藤香織 櫻井拓郎 清水勝祐 中島美子 渡邊遥                                                                                      | 吉川真帆          |
| #3   | 在临界点的彼岸         | 清水惠   | 西島克彥          | 黑田幸生 曾根利幸 | 高岡貴一 服部憲知 森悦史 大高雄太 津熊健徳 糸島雅彦 古池由香里 齊藤佳子                                                                                | 吉川真帆          |
| #4   | 聚集在锁城、少女与少女 | 伊神貴世 | 北村淳一 东出太   | 北村淳一          | 吉川真凡 齐藤佳子 细田纱织 前田义宏 入江崇 中岛美子 小林雅和 北村淳一                                                                                  | 吉川真帆          |
| #5   | 黃金公主與、白銀公主   | 伊神貴世 | 東出太            | 東出太            | 東出太 | 吉川真帆 齊藤佳子 |
| #6   | 灰色的魔女             | 待田堂子 | 西村純二          | 佐渡原武之        | 永井泰平 齋藤佳子 野上慎也 邱明哲 岡田由起子 大高雄太 德川惠梨 清水惠藏 那須野文 安齋佳惠 高岡希一 谷津美彌子                                          | 吉川真帆          |
| #7   | 上下無所依             | 朱白葵   | 渡邊慎一 相浦和也 | 神谷望夢          | 岡田由起子 大高雄太 太田悌記 高岡希一 | -                 |
| #8   | 某骸骨的遺言           | 朱白葵   | 渡邊慎一 相浦和也 | 橋本直人          | 前田義宏 糸島雅彦 細田沙織 大高雄太 高岡希一 齊藤佳子 岡田由起子 谷津美彌子 MABUS ANIMATION STUDIO Kim Suho Lee Seongjae                               | 齊藤佳子          |
| #9   | 悠久的契約             | 朱白葵   | 渡邊慎一 相浦和也 | 加藤峻一          | 高岡希一 岡田由起子 花輪美幸 谷津美彌子 久高司郎 太田悌記 中島美子 川本由記子 松下純子 大高雄太 动画R 西川真人 Defa、Seven Seas Mabus animation studio | 齊藤佳子          |
| #10  | 迷宮圖書館             | 福田裕子 | 島津裕行          | 曽根利幸          | 齊藤佳子 細田沙織 服部憲知 吉川真帆 高岡希一 岡田由起子                                                                                                | 齊藤佳子          |
| #11  | 死神的使者們           | 清水惠   | 西田正義 相浦和也 | 前屋俊廣          | 野上慎也 永井泰平 鈴木伸一 安齋佳惠 德川惠梨 櫻井木之實 蕭宇庭                                                                                         | 谷津美彌子        |
| #12  | 暗殺教師的矜持         | 赤尾凸   | 相浦和也          |                   | 齊藤佳子 細田沙織 太田悌記 前田義宏 岡田由起子 高岡貴一 鈴木光                                                                                         | 齊藤佳子          |

### 播放電視台
日本深夜動畫：下文記載的日本国内播放時間使用日本標準時間（UTC+9）表示。因為部分時間标识會採用30小时制，因此請留意这类超过24:00的时间，其實際播放時間為翌日清晨。
| 播放地區               | 播放電視台 | 播放日期                 | 播放時間                   | 字幕語言 | 所屬聯播網 | 備註   |
| ---------------------- | ---------- | ------------------------ | -------------------------- | -------- | ---------- | ------ |
| 全國                   | AT-X       | 2019年10月10日－12月26日 | 星期四 23時30分 - 24時00分 | 不適用   | CS放送     | 有重播 |
| 東京都                 | TOKYO MX   | 2019年10月11日－12月27日 | 星期四 24時00分 - 24時30分 | 不適用   |            |        |
| 兵库县                 | SUN TV     | 2019年10月11日－12月27日 | 星期四 24時30分 - 25時00分 | 不適用   |            |        |
| 全國                   | BS日本     | 2019年10月11日－12月27日 | 星期四 25時00分 - 25時30分 | 不適用   | BS放送     |        |
| 中国大陆               | bilibili   | 2019年10月11日－12月27日 | 星期四 23時00分 更新       | 簡體中文 | 網路電視   | 獨播   |
| 香港 · 澳門 · 臺灣地區 | bilibili   | 2019年10月11日－12月27日 | 星期四 23時00分 更新       | 繁體中文 | 網路電視   | 獨播   |

### Blu-ray
| 卷數 | 發行日期       | 收錄話數     | 規格編號   |
| ---- | -------------- | ------------ | ---------- |
| 1    | 2019年12月20日 | 第1話~第4話  | EYXA-12745 |
| 2    | 2020年2月28日  | 第5話~第8話  | EYXA-12746 |
| 3    | 2020年3月27日  | 第9話~第12話 | EYXA-12747 |

## 外部連結
- 《刺客守則》｜富士見書房 （页面存档备份，存于） － 原作小說官網（日語）
- Ultra Jump官方網站 － 漫畫版官網（日語）
- 電視動畫《刺客守則》動畫官網 （页面存档备份，存于）（日語）
- 電視動畫《刺客守則》-官方的X（前Twitter）（日語）